# Beit Ijza
Beit Ijza, también transcrito como Bayt Ijza, (en árabe: بيت إجزا‎) es un municipio palestino de la gobernación de Jerusalén, Cisjordania. Está situado a 12 km al noroeste de Jerusalén, a una altitud de 810 metros. Según la Oficina Central de Estadísticas de Palestina, tenía 854 habitantes en 2017.
Beit Ijza es parte del «Enclave de Biddu», al que pertenecen los pueblos palestinos de Biddu, Al-Qubeiba, Beit Duqqu, Qatanna, Beit Surik, Beit ‘Anan y Kharayib Umm al Lahim. El enclave está rodeado al sur, este y oeste por la barrera de separación israelí que impide el acceso a buena parte de sus tierras de cultivo y dificulta su conexión con el resto de Cisjordania.

## Historia

### Período otomano
Beit Izja aparece mencionada por primera vez en un registro otomano de 1538-1539, donde figuraba como mazra'a (granja). En 1596 aparece en los registros fiscales otomanos como perteneciente a la nahiya de Al-Quds, en la liwa de Al-Quds, con el nombre de Bayt Iza. Lo constituían 6 hogares, todos ellos musulmanes. Pagaban un impuesto fijo sobre la tenencia de la tierra, llamado ziamet, del 33,3 % sobre los productos agrícolas, incluyendo trigo, cebada, cosechas de verano, olivos, viñedos, árboles frutales, cabras y colmenas, además de ingresos ocasionales; un total de 2500 akçe.
En 1883, el Estudio de Palestina Occidental (Survey of Western Palestine) del Fondo para la Exploración de Palestina (PEF) describió Beit Izza como: «una aldea de tamaño mediano situada en una colina con un manantial a cierta distancia al oeste».

### Palestina mandataria
En el censo de Palestina de 1922 realizado por las autoridades del Mandato Británico, «Bait Izza» tenía una población de 59 musulmanes, que disminuyó ligeramente en el censo de 1931 a 54 musulmanes, en 14 casas.
Según las estadísticas de 1945, Beit Ijza tenía una población de 70 musulmanes, con una superficie total de 2550 dunams, según un estudio oficial sobre la tierra y la población. De esta superficie, los árabes utilizaban 122 dunams para plantaciones y tierras de regadío, 922 para cereales, mientras que 8 dunams eran terrenos urbanizados (urbanos).

### Administración jordana
A raíz de la guerra árabe-israelí de 1948, los  acuerdos de armisticio de 1949 dejaron Beit Ijza bajo dominio jordano. El censo jordano de 1961 registró 129 habitantes en Beit Ijza.

### Desde 1967
La Guerra de los Seis Días en 1967 puso fin a la ocupación jordana de Cisjordania e Israel conquistó el territorio, por lo que Beit Ijza pasó a estar bajo ocupación israelí.
En virtud del Acuerdo de Oslo II de 1995, 6,7 % de la superficie total de la aldea fue clasificada como Zona B, y 93,3 % restante como Zona C, bajo control total de Israel. Israel ha confiscado tierras de Beit Ijza para construir asentamientos, entre ellos Guiv'at Ze'ev y Giv'on Ha'hadasha. Además, el muro de separación se extiende hasta las tierras de Beit Ijza, dejando 980 dunams (o 38,1 % de la superficie total de la aldea) detrás del muro, en el lado israelí. Los propietarios palestinos de las tierras deben contar con el permiso de Israel para acceder a ellas. El permiso solo se concede al propietario, a menudo personas de edad avanzada, lo que les impide contratar ayuda para trabajar la tierra. Una familia de Beit Ijza vive rodeada de muros por todos los lados de su propiedad debido a las extensas expropiaciones de tierras por parte de Israel.

## Economía
La economía de Beit Ijza depende en un 80% de la agricultura. Debido a las restricciones impuestas por las autoridades israelíes, la tasa de desempleo alcanzó 35 % en 2010, siendo el grupo social más afectado el de los trabajadores agrícolas.

## Servicios públicos
Desde 1998, un consejo municipal gobierna el pueblo. Se compone de ocho miembros nombrados por la Autoridad Nacional Palestina y además de dos empleados permanentes.
Beit Ijza cuenta con dos escuelas públicas, una primaria mixta y una de educación secundaria para chicas, y dos jardines de infancia privados.
No hay centro de salud; los residentes de Beit Ijza acuden al Centro de la Media Luna Roja o al Centro Carmel en Biddu, a 2 km de la aldea, o al Centro Az Zawiya de la UNRWA en Beit Surik, a 4 km.

## Patrimonio cultural
En la década de 1920, Tawfiq Canaan señaló en varias de sus obras la existencia de un santuario musulmán (Maqam) dedicado a en-nabi Yusif, el profeta José, en un lugar que dominaba Beit Ijza.
El pueblo tiene dos mezquitas, la mezquita Tariq ben Ziyad y la antigua mezquita 'Omari. En el centro del pueblo, se puede ver un antiguo molino de aceite de oliva.